# Handelsverband Deutschland
Der Handelsverband Deutschland (HDE) ist der Spitzenverband des deutschen Einzelhandels in der Rechtsform eines eingetragenen Vereins mit Sitz in Berlin. Als Arbeitgeber- und Wirtschaftsverband vertritt er die Interessen des Einzelhandels in Deutschland und der Europäischen Union.
Er spricht für rund 400.000 selbständige Unternehmen mit knapp 3 Millionen Beschäftigten und jährlich über 420 Milliarden Euro Umsatz. Die Branche ist mittelständisch geprägt, denn 98 Prozent der Handelsunternehmen beschäftigen weniger als 50 Mitarbeiter und erzielen nicht mehr als 10 Millionen Euro Umsatz im Jahr. Unter den über 100.000 Mitgliedern befinden sich auch die wenigen, aber umsatzstarken Branchengrößen. Der HDE ist Mitglied im Gemeinschaftsausschuss der Deutschen Gewerblichen Wirtschaft.

## Organisation
Die Organe des Verbands sind die Delegiertenversammlung, das Präsidium, der Vorstand und der tarifpolitische Beirat.

### Vorstand
Der Vorstand besteht neben dem Präsidenten aus zehn Vizepräsidenten.
Präsidenten waren seit der Wiedergründung 1947:
- 1947–1966: Hans Schmitz[6] (Ehrenpräsident seit 1966)
- 1966–1969: Joseph Illerhaus
- 1969–1984: Friedrich Gottlieb Conzen (Ehrenpräsident seit 1984)
- 1984–1990: Wolfgang Hinrichs (Ehrenpräsident seit 1990)
- 1990–2006: Hermann Franzen (Ehrenpräsident seit 2006)
- 2006–2022: Josef Sanktjohanser
- seit 2022: Alexander von Preen

### Hauptgeschäftsführung
Hauptgeschäftsführer waren seit der Wiedergründung 1947:
- ? (Ende der 1960er Jahre)–?: Werner Skusa[7]
- ? (mindestens seit 1989[8])–1993: Karl-Heinz Niehüser[9]
- 1993–2007: Holger Wenzel[10]
- 2007–heute: Stefan Genth

## Mitgliedschaft
Mitglieder des Handelsverbands sind 8 Handelsverbände auf Landes-Ebene (Landesverbände) sowie 29 Bundesfachverbände.
| Name                                                              | Bundesland/Bundesländer                             |
| ----------------------------------------------------------------- | --------------------------------------------------- |
| 1. Handelsverband Nord e. V.                                      | Hamburg, Schleswig-Holstein, Mecklenburg-Vorpommern |
| 2. Handelsverband Niedersachsen-Bremen e. V.                      | Niedersachsen, Bremen                               |
| 3. Handelsverband Berlin-Brandenburg e. V.                        | Berlin, Brandenburg                                 |
| 4. Handelsverband Mitteldeutschland e. V.                         | Sachsen, Sachsen-Anhalt, Thüringen                  |
| 5. Handelsverband Nordrhein Westfalen e. V.                       | Nordrhein-Westfalen                                 |
| 6. Handelsverband Mitte - Hessen, Rheinland-Pfalz, Saarland e. V. | Hessen, Rheinland-Pfalz, Saarland                   |
| 7. Handelsverband Baden-Württemberg e. V.                         | Baden-Württemberg                                   |
| 8. Handelsverband Bayern e. V.                                    | Bayern                                              |

Weitere:
- Handelsverband Rheinland-Pfalz
- Handelsverband Südwest für Rheinland-Pfalz und Saarland[12]

Bundesfachverbände sind unter anderem der Bundesverband des Deutschen Lebensmittelhandels, der Bundesverband des Deutschen Textileinzelhandels sowie der Bundesverband Technik des Einzelhandels.
Der Verband ist selbst Mitglied der Bundesvereinigung der Deutschen Arbeitgeberverbände und dort der Arbeitgeber-Dachverband für den Bereich des Einzelhandels. Er nimmt diese Funktion nach dem Tarifvertragsgesetz wahr. Er übt sein Recht zur sozialpolitischen Mitsprache in der sozialen Selbstverwaltung angefangen von der Bundesagentur für Arbeit über die Deutsche Rentenversicherung bis zu den Ortskrankenkassen sowie bis zur Vertretung vor Arbeits- und Sozialgerichten aus. Darüber hinaus ist der HDE Mitglied bei EuroCommerce, dem Europäischen Dachverband für den Groß- und Einzelhandel.

## Geschichte
Der Verband wurde am 13. März 1919 als Hauptgemeinschaft des Deutschen Einzelhandels gegründet. Als Mit-Initiator der Gründung gilt Oscar Tietz. Von 1925 bis 1933 war Joachim Tiburtius geschäftsführendes Vorstandsmitglied und zugleich Mitglied des Vorläufigen Reichswirtschaftsrates. Im Jahr 1932 wurden die Großbetriebsformen „Verband Deutscher Kauf- und Warenhäuser“ und der „Reichsverband der Filialgeschäfte des Lebensmitteleinzelhandels“ von radikalisierten Kräften des Mittelstandes aus der Hauptvereinigung gedrängt. Ab 1933 bis 1935 amtete Joachim Tiburtius als Hauptgeschäftsführer der HDE. 1934 wurde die Verbandstätigkeit mit der Gleichschaltung durch die Nationalsozialisten gestoppt, bei der alle freien Verbände durch Reichs- bzw. Wirtschaftsgruppen der Reichswirtschaftskammer ersetzt wurden. Alle Einzelhandelsbetriebe wurden Pflichtmitglied in der neu eingeführten Wirtschaftsgruppe Einzelhandel innerhalb der Reichsgruppe Handel, die Hauptgemeinschaft des Deutschen Einzelhandels wurde 1936 aufgelöst.
Am 12. September 1947 wurde in Westdeutschland die Hauptgemeinschaft des Deutschen Einzelhandels von den Landesverbänden des Einzelhandels in Bayern, Bremen, Hamburg, Hessen, Niedersachsen, Nordrhein, Schleswig-Holstein, Westfalen und Württemberg-Baden in Bonn neu gegründet. 1949 erfolgte der Umzug nach Frankfurt a. M. Noch im Oktober desselben Jahres beschloss die Delegiertenversammlung die Umbenennung in Hauptgemeinschaft des Deutschen Einzelhandels e. V. Drei weitere Landesverbände schlossen sich der Hauptgemeinschaft an. Zum 1. Juni 1950 wurde Köln der Sitz der Hauptgemeinschaft. Bis zum Fall der Mauer fand auf dem Gebiet der DDR keine Handelsverbandstätigkeit statt. Im Jahr 1990 erfolgte die Umfirmierung in Hauptverband des Deutschen Einzelhandels (HDE).
Ende 2009 folgte die Umbenennung in Handelsverband Deutschland – HDE e. V. Mit der Namensänderung sollte der Neustrukturierung der Einzelhandelsorganisation in den Regionen und Ländern Rechnung getragen werden. Gleichzeitig sollte nach Auflösung des Handelsverbandes BAG (Bundesarbeitsgemeinschaft der Mittel- und Großbetriebe des Einzelhandels e. V.) am 9. Dezember 2009 seinen großen Mitgliedsunternehmen eine neue berufsständische Interessensvertretung auf Bundesebene angeboten werden. Bereits zum 1. Juli 2002 ging der Bundesverband der Filialbetriebe und Selbstbedienungs-Warenhäuser (BFS) als Interessenvertretung namhafter Filialbetriebe und Discounter des Lebensmitteleinzelhandels im HDE auf.
Seit 2017 ist der Verband auch einer der Stifter der Stiftung Zentrale Stelle Verpackungsregister (ZSVR) gemäß § 24 Verpackungsgesetz mit Sitz in Osnabrück.

### Name
- 1919: Hauptgemeinschaft des Deutschen Einzelhandels
- 1990: Hauptverband des Deutschen Einzelhandels
- 2009: Handelsverband Deutschland – HDE

## Preisvergaben
Der Verband vergibt jährlich den Deutschen Handelspreis. Ebenfalls auf dem Deutschen Handelskongress verliehen wird seit 2015 der Innovationspreis des Handels, der innovative Ansätze im Einzelhandel auszeichnet.
Seit 2005 vergibt der HDE den Titel Store of the Year an die interessantesten und innovativsten Ladengeschäfte des Jahres. Prämiert werden die Kategorien Fashion, Food, Living, Out-of-Line und Sonderpreis. Die Preisverleihung findet im Rahmen des Deutschen Handelsimmobilienkongresses statt.

### Ehemalige Preise
Von 2004 bis 2011 zeichnete der HDE gemeinsam mit dem Handelsjournal innovative Einzelhändler mit dem Handels-Innovations-Preis aus.
Bis 2011 trat der HDE als ideeller Träger des Konsumentenpreises Händler des Jahres auf. Als Zweifel an der Methodik des mit der Konsumentenbefragung beauftragten niederländischen Marktforschungsinstituts Q&A laut wurden, distanzierte sich der Verband von dem Preis.